# Črešnova
Črešnova je naselje v Občini Zreče.